# فرانسوا بوزيزيه
فرانسوا بوزيزي (ولد في 14 أكتوبر 1946) هو الرئيس الرابع لجمهورية أفريقيا الوسطى. جاء إلى السلطة مارس 2003 بعد أن قاد تمردا ضد الرئيس آنج فيليكس باتاسيه وبشرت في الفترة الانتقالية للحكومة. وفاز في البلاد 2005 الانتخابات الرئاسية، حصل على أكبر عدد من الأصوات في الجولة الأولى مارس 2005، ولكن أقل من الأغلبية، التي تتطلب الإعادة، والذي فاز به مايو 2005.
ولد بوزيزي في غابون، وهو عضو مجلس الشعب Gbaya، التحق بالكلية الحربية وتدريب في إقليم أفريقيا الوسطى من بوار.أصبح ملازم ثان عام 1969 وتم ترقيته إلى نقيب في 1975.ثم إلى عميد [2] من قبل الإمبراطور جان بيديل بوكاسا في 1978 بعد أن تغلب على ضابط الصف الفرنسي الذي كان يحترم الرئيس. مع الجنرال Josyhat Mayomokala، بوزيزي أمر عسكريين لمهاجمة المتظاهرين الشبان الذين كانوا يتساءلون عن المتأخرات والديهم. أطيح وبعد بوكاسا التي داكو ديفيد في 1979، وكان بوزيزي عين وزيرا للدفاع. [2] في أعقاب الإطاحة داكو في من جانب أندريه كولينغبا في سبتمبر 1981، وكان بوزيزي عين وزيرا للاتصالات، لكنه فر إلى شمال البلاد مع 100 جندي بعد تورطه في محاولة الانقلاب الفاشلة التي قادها آنج فيليكس باتاسي في 3 مارس 1982، الذي كان كولينغبا المتهم بالخيانة وأعلنت تغيير السلطة في بانغي راديو. ثم استحصل اللجوء في فرنسا. اعتقل [8] بوزيزي في كوتونو، بنين في يوليو 1989، وسجن وتعرض للتعذيب. وكان قد أدرج على المحاكمة كولينغبا بتهمة مساعدة انقلاب مايو ولكن تمت تبرئته في 24 سبتمبر 1991 وأفرج عنه من السجن في 1 ديسمبر. وقال إنه سعى ثم اللجوء في فرنسا، حيث وبقي لمدة عامين تقريبا.
تحت ضغط لدمقرطة الحكومة خلال 1980s، وكان اندريه كولينغبا تشكيل الأحزاب السياسية وإجراء استفتاء، الذي انتخب لولاية مدتها ست سنوات في منصب الرئيس. بعد سقوط جدار برلين، الداخلية والضغوط الخارجية أجبرت كولينغبا إلى اعتماد نهج أكثر ديمقراطية. في مارس 1991، وافق على تقاسم السلطة مع فرانك إدوارد، الذي كان رئيسا للوزراء. كما أنشأ لجنة لتعديل الدستور من أجل تعزيز التعددية. عندما تعرض لضغوط من قبل المجتمع الدولي، ولا سيما السفير الاميركي صريحين جدا في جمهورية أفريقيا الوسطى، دانيال حاء سيمبسون، لاجراء انتخابات نزيهة، وقال انه بمساعدة من وحدة الأمم المتحدة للمساعدة الانتخابية ومراقبتها من قبل المراقبين الدوليين في عام 1992، فاز فقط 10 ٪ من الأصوات، وأعلن انه حتى الانتخابات غير صالحة، وكان المجلس الدستوري إلغاء الانتخابات. يلقي 1.5 ٪ من مجموع الأصوات وتحديد موعد جديد للانتخابات سبتمبر 1993. [10] وفي انتخابات 1993، بوزيزي ركض للرئاسة كمستقل، وتلقي 12159 صوتا، [11] باتاسي، غومبا هابيل وكولينغبا تلقى 37.32 ٪، 21،68 ٪ و 12،10 ٪ من الاصوات على التوالي، ولكن بما أن أيا من المرشحين الحصول على الغالبية، وجولة ثانية من الانتخابات بين اثنين من كبار المرشحين باتاسي، وغومبا التي تسيطر عليه. هزم باتاسي غومبا بتصويت 53،49 ٪ -46،51 ٪ وانتخب رئيسا للجمهورية أفريقيا الوسطى

## روابط خارجية
- فرانسوا بوزيزيه على موقع الموسوعة البريطانية (الإنجليزية)
- فرانسوا بوزيزيه على موقع مونزينجر (الألمانية)
- فرانسوا بوزيزيه على موقع إن إن دي بي (الإنجليزية)